# Денисьево (Можайский район)
Денисьево — деревня в Можайском районе Московской области в составе сельского поселения Спутник. Численность постоянного населения по Всероссийской переписи 2010 года — 16 человек. До 2006 года Денисьево входило в состав Кожуховского сельского округа.
Деревня расположена в центральной части района, примерно в 7 км к востоку от Можайска, на левом берегу малой речки Лаховня (бассейн Ведомки, правого притока Москва-реки), высота центра над уровнем моря 186 м. Ближайшие населённые пункты — Шиколово в 2,5 км на юго-запад и посёлок Шаликово в 3 км на юго-восток.